# Länsväg 310
De Zweedse weg 310 (Zweeds: Länsväg 310) is een provinciale weg in de provincie Gävleborgs län in Zweden en is circa 62 kilometer lang.

## Plaatsen langs de weg
- Västbacka
- Hamra
- Korskrogen/Färila

## Knooppunten
- E45 bij Västbacka (begin)
- Länsväg 296
- Riksväg 84 bij Korskrogen/Färila (einde)